# Bourdeaux
Bourdeaux este o comună în departamentul Drôme din sud-estul Franței. În 2009 avea o populație de 621 de locuitori.

## Evoluția populației
| An        | 1975 | 1982 | 1990 | 1999 | 2006 | 2009 |
| --------- | ---- | ---- | ---- | ---- | ---- | ---- |
| Populație | 536  | 578  | 562  | 563  | 605  | 621  |